# John L. O'Sullivan
John Louis O'Sullivan (15 novembre 1813 – New York, 24 marzo 1895) è stato un giornalista, editore e ambasciatore statunitense.
Fu sostenitore dell'annessione del Texas e dell'Oregon Country, e l'autore che coniò il termine che indica la dottrina del destino manifesto. Influente giornalista politico e sostenitore del Partito Democratico, sotto l'amministrazione del Presidente americano Franklin Pierce servì come ambasciatore degli Stati Uniti in Portogallo. La sua fama declinò rapidamente, e l'importanza della sua figura è riemersa con la rivalutazione della dottrina del destino manifesto che proprio a lui si fa risalire.

## Biografia
Nato in mare aperto su una nave da guerra britannica lungo lo Stretto di Gibilterra, dal diplomatico e capitano di mare John Thomas O'Sullivan e da sua moglie Mary Rowly, discendeva da una famiglia di radicate origini e tradizioni irlandesi, nella quale si annoverava una lunga serie di soldati di fortuna. Suo padre, terzo baronetto della casata degli O'Sullivan, era diventato cittadino naturalizzato statunitense e aveva prestato servizio come console statunitense negli Stati barbareschi. Suo figlio John, dopo essersi diplomato al Columbia College nel 1831, intraprese la professione di avvocato fino al 1837, quando, insieme a Samuel Tilden, decise di fondare la rivista United States Magazine and Democratic Review, della quale fu anche editore, con sede a Washington. Tramite la sua rivista si fece promotore e promulgatore della più radicale democrazia jacksoniana, pubblicando saggi di alcuni dei più eminenti scrittori d'America, grazie ai quali cercò di promuovere anche in ambito letterario lo spirito democratico. Tra gli scrittori che pubblicarono sulla sua rivista si annoverano Nathaniel Hawthorne, Ralph Waldo Emerson, Henry David Thoreau, John Greenleaf Whittier, William Cullen Bryant, e Walt Whitman. Eletto come democratico jacksoniano alla New York State Assembly del 1841-42, si rivelò un accanito sostenitore per l'abolizione della pena capitale, condusse un'accesa campagna in favore di tale causa, ma questa lodevole iniziativa rese scontenti molti degli investitori nella sua pubblicazione che lo costrinsero ad abbandonarne la guida.

### La dottrina deldestino manifesto
Sul numero di luglio-agosto del 1834 del Democratic Review O'Sullivan pubblicò un saggio dal titolo Annexation, con il quale invitava gli Stati Uniti ad annettere la Repubblica del Texas nell'Unione. A causa delle forti preoccupazioni all'interno del Senato degli Stati Uniti per l'eccessiva espansione territoriale e per scongiurare un possibile conflitto con il vicino Messico, l'annessione del Texas divenne una questione lunga e controversa. Nel 1845 il Congresso aveva già votato in favore dell'annessione ma, dal momento che il Texas non aveva ancora accettato, si poteva ancora sperare di arrestare il processo di annessione. Il saggio di O'Sullivan sosteneva, appunto, che fosse necessario interrompere qualsiasi forma di opposizione all'annessione. Gli Stati Uniti, secondo la visione di O'Sullivan, avevano il mandato divino di espandersi nell'America Settentrionale. L'annessione del Texas avvenne subito dopo la pubblicazione, tuttavia l'espressione di O'Sullivan ed il concetto che essa esprimeva rimasero incisi profondamente nell'opinione pubblica e nelle discussioni politiche dell'epoca.

Il secondo utilizzo di O'Sullivan del termine destino manifesto trasformò questa espressione in qualcosa di molto influente nella vita politica americana. In un articolo, apparso sul  New York Morning News del 27 dicembre 1845, O'Sullivan fece riferimento alla cosiddetta Questione dell'Oregon con la Gran Bretagna in relazione ai confini della Oregon Country.
Queste le parole dell'articolo di O'Sullivan, il quale era fermamente convinto che Dio stesso, sotto la veste di Divina Provvidenza, avesse dato agli Stati Uniti il mandato di diffondere la democrazia repubblicana in tutta l'America Settentrionale. Dal momento che la Gran Bretagna non avrebbe promosso la democrazia repubblicana nell'Oregon, le mire britanniche in questi territori dovevano essere contrastate. O'Sullivan nutriva la profonda convinzione che quello del manifesto destino fosse un ideale morale (una legge superiore) che fosse al di sopra di qualsiasi altro tipo di considerazione, compreso il diritto internazionale e gli accordi tra le nazioni. Egli espresse chiaramente l'opinione che il Canada orientale non rientrasse nei territori oggetto dell'espansione statunitense, e si adoperò in questo senso per disinnescare le tensioni tra le due nazioni creatasi nel decennio 1840.

Occorre specificare che la dottrina del destino manifesto di O'Sullivan non contemplava l'espansione territoriale per mezzo della forza. Egli era infatti fortemente convinto che l'espansione dello stile democratico statunitense sarebbe avvenuto in maniera inesorabile e naturale e senza alcun coinvolgimento di carattere militare. Per questo motivo egli disapprovò il coinvolgimento degli Stati Uniti nella guerra messico-statunitense del 1846, sebbene fosse poi convinto che questo conflitto avrebbe comportato risultati positivi per entrambe le nazioni.

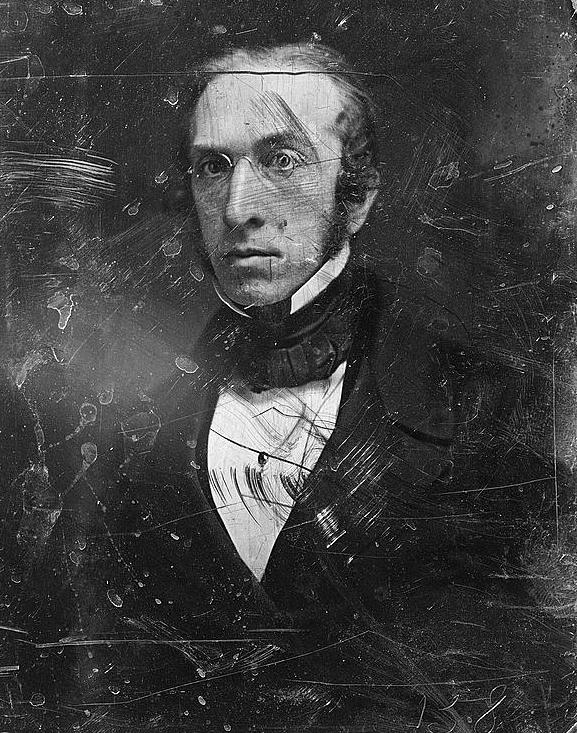
Robert Charles Winthrop, il quale in un suo discorso fece uso del termine destino manifesto rendendolo un'espressione pubblica

L'espressione di O'Sullivan diede l'etichetta a sentimenti nazionali che nel decennio del 1840 erano estremamente popolari e diffusi, tuttavia le idee che essa incarnava non erano affatto nuove. Egli stesso aveva in precedenza espresso alcune di queste idee, soprattutto in un suo saggio del 1839 dal titolo The Great Nation of Futurity; sebbene egli non fosse l'ideatore del concetto di destino manifesto ne fu tuttavia uno dei promotori più ispirati ed attivi.

Inizialmente O'Sullivan per primo non era assolutamente consapevole del fatto di aver creato una frase di natura propagandistica. Il termine divenne popolare quando l'opposizione Whig all'amministrazione del Presidente James K. Polk criticarono queste idee facendo uso proprio di questo termine. Il 3 gennaio 1846 il Presidente della Camera dei rappresentanti degli Stati Uniti d'America Robert Charles Winthrop ridicolizzò il concetto del destino manifesto di fronte al Congresso con queste parole: 
Nonostante tali critiche il concetto e l'espressione del destino manifesto vennero abbracciati ed adottati dalla parte democratica del Congresso e la sua diffusione fu così rapida da far dimenticare chi l'avesse coniata. Solamente grazie agli studi dello storico statunitense Julius Pratt, nel 1925 la paternità di questa espressione fu assegnata a O'Sullivan.

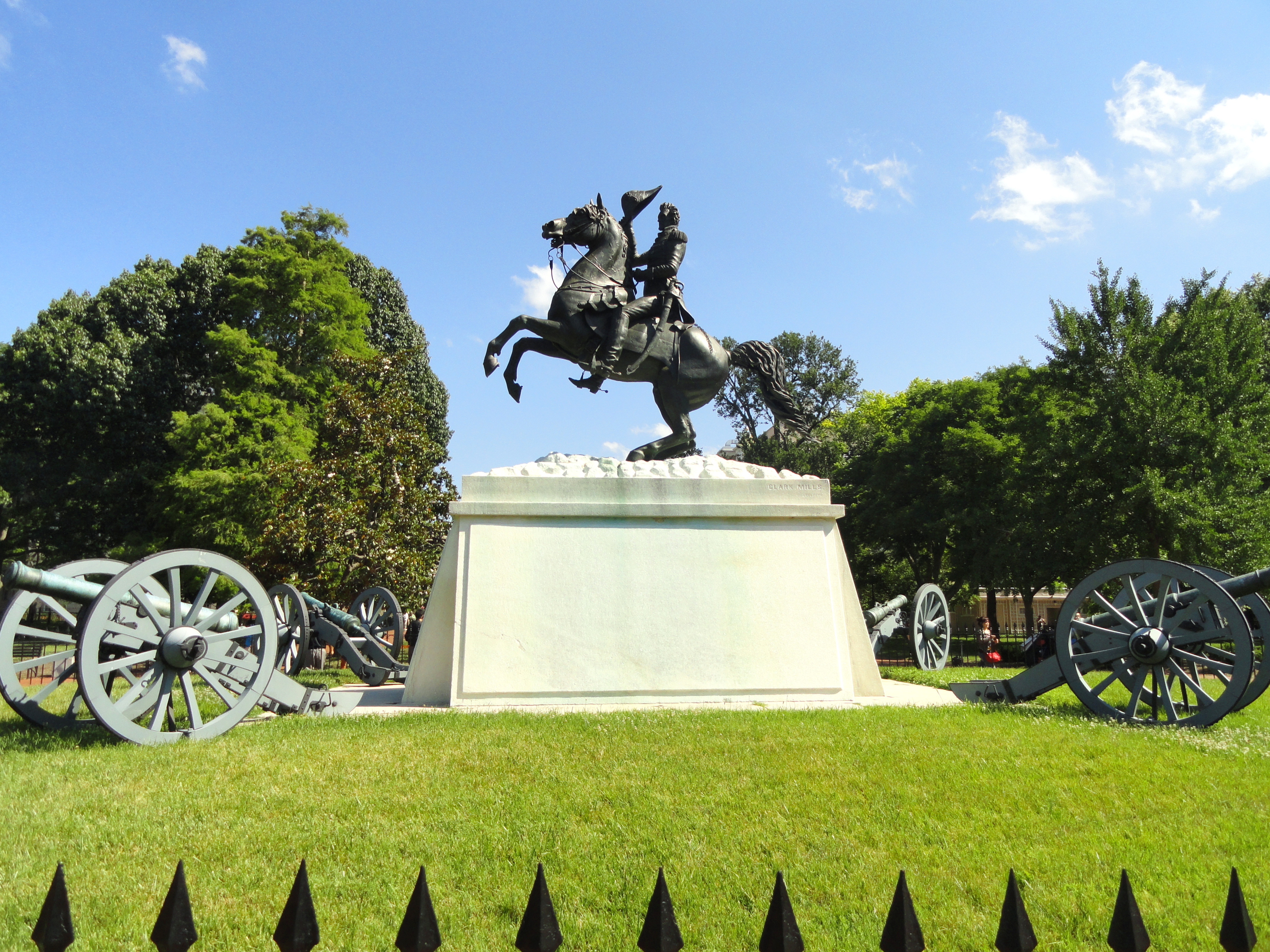
La statua equestre dedicata a Andrew Jackson nel 1853 e proposta da O'Sullivan, eretta presso Lafayette Square su creazione dello scultore Clark Mills.

All'epoca della diffusione del destino manifesto, O'Sullivan era all'apice della sua influenza e della sua fama; durante il suo discorso tenuto l'8 gennaio 1845 alla Tammany Hall per celebrare la vittoria del Partito Democratico, egli propose di erigere una statua in onore dell'eroe fondatore del Partito, Andrew Jackson, ed il monumento che venne forgiato su suo invito è la celebre statua equestre situata presso Lafayette Square e dedicata a Jackson nel 1853. Nonostante tutto fu costretto a porre fine alla sua carriera editoriale per gravi dissesti finanziari. Il New York Morning News continuava a perdere entrate fino a quando i suoi finanziatori non decisero di estromettere lo stesso O'Sullivan dalla carica di editore nel maggio 1846; tuttavia il nuovo editore non fu in grado di cambiare le sorti negative del giornale che chiuse i battenti nel settembre dello stesso anno. 

Il 21 ottobre 1846 O'Sullivan sposò Susan Kearny Rodgers e la coppia si trasferì a Cuba dove soggiornarono presso le sorelle di O'Sullivan che vivevano lì da tempo. A Cuba O'Sullivan si fece coinvolgere nel movimento indipendentista cubano contro il dominio spagnolo. Composto prevalentemente da indipendentisti cubani e da filibustieri statunitensi, i quali speravano che Cuba, una volta affrancata dalla Spagna, si sarebbe unita agli Stati Uniti. Spinto da questa convinzione O'Sullivan continuò ad impegnarsi per l'indipendenza cubana organizzando numerosi incontri con il Presidente statunitense Polk per convincerlo ad acquistare Cuba dalla Spagna. Il Presidente Polk offrì, su suggerimento dello stesso O'Sullivan, la cifra di un milione di milioni di dollari alla Spagna, che rifiutò l'offerta. Dopo il fallimento di questa trattativa O'Sullivan tentò di organizzare una spedizione militare guidata dal patriota venezuelano, il generale Narciso López. Purtroppo anche quest'ultimo tentativo fu fallimentare e le conseguenze per O'Sullivan furono pesanti, accusato da una Corte federale a New York nel marzo 1852 per aver violato il Neutrality Act del 1818, venne tuttavia prosciolto; nonostante la sua reputazione e la sua immagine pubblica ne avessero molto risentito, O'Sullivan venne nominato dall'Amministrazione del Presidente Franklin Pierce alla carica di ambasciatore in Portogallo, incarico che ricoprì dal 1854 al 1858. Questo fu il suo ultimo impiego redditizio, dopo il quale sia lui che sua moglie Susan vissero fino alla loro morte in condizioni al limite dell'indigenza.

O'Sullivan si oppose fermamente all'avvento della Guerra Civile Americana, sperando invece nella possibilità di una pacifica soluzione fra Nord e Sud. Quando scoppiò il conflitto O'Sullivan viaggiò in tutta Europa per promuovere la causa degli Stati Confederati d'America. A tale scopo egli scrisse diversi pamhplets sostenendo che la Presidenza degli Stati Uniti era diventata un organismo politico troppo potente, e che il diritto dei singoli Stati americani doveva essere tutelato dalla forza centrifuga del governo centrale. Sebbene egli avesse in precedenza appoggiato il movimento del Free Soil Party, egli ora si attivò in difesa dell'istituzione della schiavitù, scrivendo che bianchi e neri non avrebbero potuto convivere pacificamente senza questo sistema. Queste sue ultime posizioni ed il suo attivismo in loro favore furono disapprovate dalla maggioranza dei suoi vecchi amici, soprattutto dallo scrittore Nathaniel Hawthorne. Verso la fine della Guerra Civile americana O'Sullivan fece appello ai suoi camerati in armi sudisti affinché, ritirandosi dalla città di Richmond posta sotto assedio, la mettessero a ferro e fuoco per non lasciare nulla al nemico. Dopo la fine del conflitto, O'Sullivan trascorse un lungo periodo in Europa in una sorta di esilio volontario. Alla fine del 1870 fece ritorno a New York dove cercò, ma senza successo, di utilizzare le sue vecchie amicizie democratiche per ottenere un incarico pubblico. La sua carriera e la sua credibilità politica erano ormai concluse. Dopo la morte di sua madre divenne un credente dello spiritualismo, all'epoca diventato una sorta di movimento religioso, sostenendo di avere richiesto il servigio di una delle Sorelle Fox per comunicare con lo spirito di importanti personaggi del calibro di William Shakespeare. Nel 1889 venne colpito da un grave infarto; morì nel 1895, vittima della pandemia di influenza russa, completamente dimenticato da tutti, in un albergo di New York City. È sepolto nel Cimitero Moraviano di Staten Island.